# Évêque de Galloway

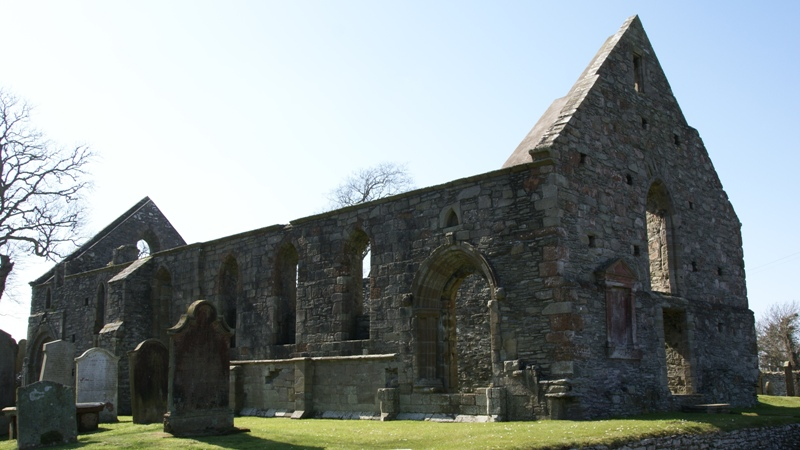
Les ruines du.

L'évêque de Galloway, ou évêque de Whithorn, est un ancien prélat écossais. Il était responsable du diocèse de Galloway, dans le sud-ouest de l'Écosse.

## Histoire

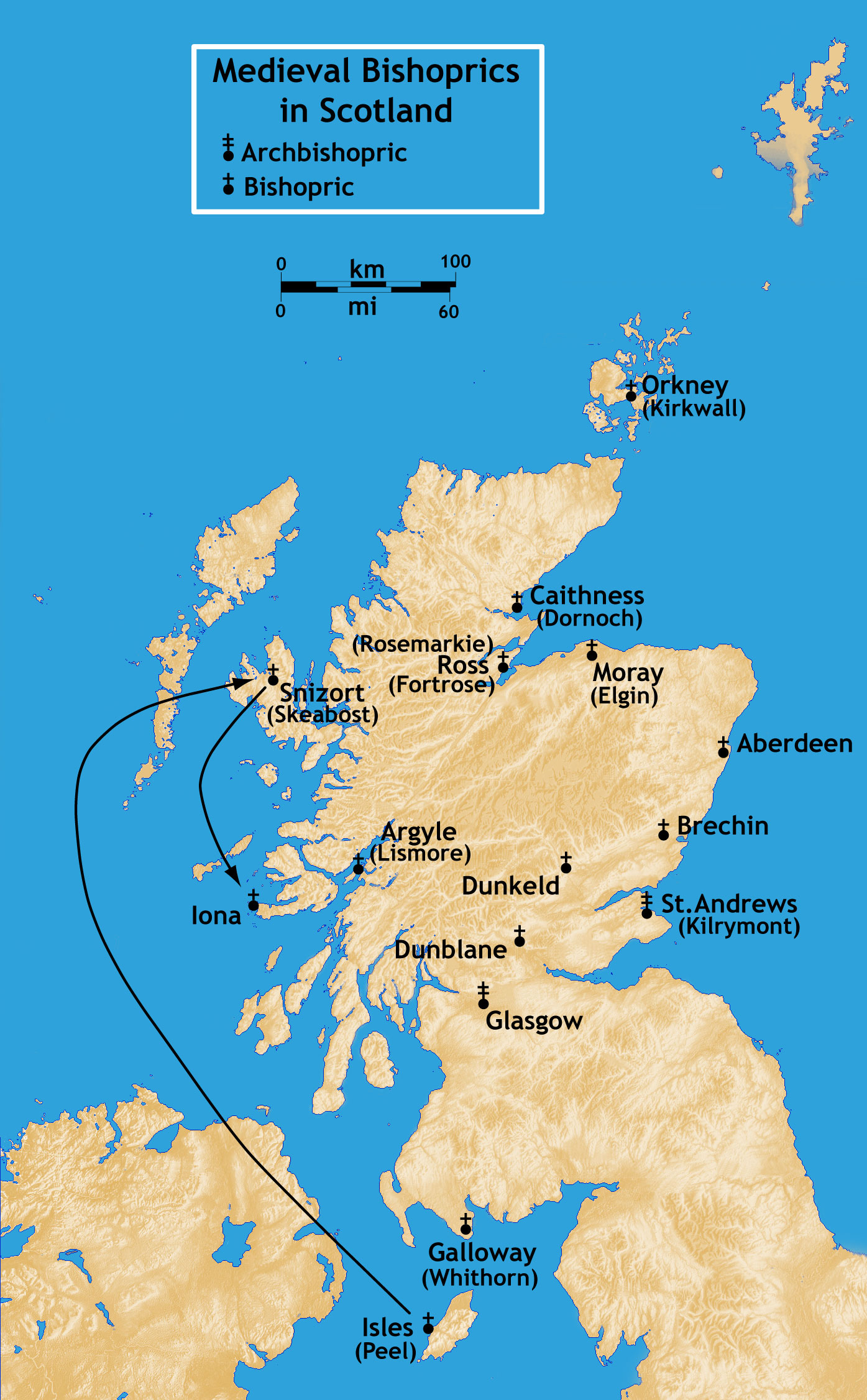
Les évêchés écossais médiévaux.

Les premiers évêques de Whithorn connus sont des Anglo-Saxons de Northumbrie, attestés au VIIIe siècle. On ne connaît pas de détenteur du siège après le début du IXe siècle, probablement à cause des raids vikings.
C'est à l'époque de Fergus de Galloway, au début du XIIe siècle, que des évêques de Galloway sont à nouveau attestés. Ils constituent une exception parmi les évêques écossais, puisqu'ils sont considérés comme des suffragants de l'archevêque d'York jusqu'en 1430, date à laquelle il devient comme les autres directement dépendant du pape (puis de l'archevêque de St Andrews à partir de 1472).
Après la Réforme écossaise, l'évêché de Galloway continue à exister, mais il dépend dès lors de l'Église d'Écosse. Il est définitivement aboli en 1690, comme tous les autres évêchés de cette Église. La succession épiscopale se poursuit cependant au sein de l'Église épiscopalienne écossaise jusqu'en 1837. Un diocèse catholique de Galloway est également recréé en 1878.

## Liste des évêques de Galloway

### Jusqu'à la Réforme

#### Évêques anglo-saxons de Whithorn (VIIIesiècle)
- 731-735 : Pehthelm
- ? – (762 x 764) : Frithwald (en)
- ? – (762 x 764) : Pehtwine (en)
- fl. 777 : Æthelberht (en)
- 790 – vers 803 : Beadwulf (en)

#### Évêques de Galloway / Whithorn (1128-1560)
- 1128-1154 : Gille Aldan (en)
- 1154-1186 : Christian (en)
- 1189-1209 : Jean (en)
- 1209-1235 : Walter (en)
- 1235-1253 : Gilbert de Glenluce (en)
- 1253-1293 : Henri de Holyrood (en)
- 1294 – (1324 x 1326) : Thomas de Kirkcudbright (en)
- 1326-1355 : Simon de Wedale (en)
- 1355-1358 : Michael MacKenlagh (en)
- 1359-1363 : Thomas MacDowell (en)
- 1363-1378 : Adam de Lanark (en)
- 1378 x 1379 : Oswald de Glenluce (en)
- 1378 x 1379 : Ingram de Ketenis
- 1379 – (1397 x 1406) : Thomas de Rossy
- 1406 – (1412 x 1415) : Elisaeus Adougan
- (1412 x 1415) – 1415 : Gilbert Cavan (en)
- 1415 – (1420 x 1422) : Thomas de Buittle (en)
- 1422-1450 : Alexander Vaus (en)
- 1450-1458 : Thomas Spens (en)
- 1457 : Thomas Vaus (en)
- 1458 – (1480 x 1482) : Ninian Spot (en)
- 1482-1508 : George Vaus (en)
- 1508 : James Beaton
- 1508-1526 : David Arnot (en)
- 1526-1541 : Henry Wemyss (en)
- 1541-1558 : Andrew Durie (en)
- 1559-1560 : Alexander Gordon (en)

### Depuis la Réforme

#### Évêques de l'Église d'Écosse (1560-1689)
- 1560-1575 : Alexander Gordon (en)
- 1575-1586 : John Gordon (en)
- 1586-1588 : George Gordon (en)
- 1605-1612 : Gavin Hamilton (en)
- 1612-1619 : William Couper (en)
- 1619-1634 : Andrew Lamb (en)
- 1635-1638 : Thomas Sydserf (en)
- 1661-1674 : James Hamilton (en)
- 1676-1679 : John Paterson (en)
- 1679 : Arthur Rose (en)
- 1680-1687 : James Aitken (en)
- 1687/1688 – 1689 : John Gordon

#### Évêques de l'Église épiscopalienne écossaise (1689-1837)
- 1689-1697 : John Gordon
- 1697-1731 : diocèse administré par l'évêque d'Édimbourg
- 1731-1733 : David Freebairn (en)
- 1733-1837 : diocèse administré par l'évêque d'Édimbourg

En 1837, le diocèse de Galloway est rattaché au diocèse de Glasgow et de Galloway.

#### Évêques de l'Église catholique (depuis 1878)
- 1878-1893 : John McLachlan (en)
- 1893-1914 : William Turner (en)
- 1914-1943 : James McCarthy (en)
- 1943-1952 : William Mellon (en)
- 1952-1981 : Joseph McGee (en)
- 1981-2004 : Maurice Taylor (en)
- 2004-2015 : John Cunningham (en)
- depuis 2015 : William Nolan